# Mariapfarr
Mariapfarr (baw. Pforch) – gmina targowa w Austrii, w kraju związkowym Salzburg, w powiecie Tamsweg. Liczy 2475 mieszkańców (1 stycznia 2023). Do 31 lipca 2023 gmina.